# Standlinie
Als Standlinie (engl. line of position, LOP) wird in der klassischen Navigation eine annähernd gerade Linie auf der Erdoberfläche bezeichnet, auf der sich zufolge einer Messung der Standort des Beobachters befinden muss.
Der Allgemeinfall einer Standlinie ist ein geometrischer Ort, d. h. eine Kurve, auf der alle Punkte liegen, für welche der Messwert erfüllt ist. Auf der Erdkugel sind dies vor allem Großkreise, Kleinkreise oder hyperbolische Kurven, auf einer Luft- oder Seekarte annähernde Gerade, bei einer Lotung auch Tiefenlinien.
Der einfachste Fall einer Standlinienbestimmung ist die Peilung, d. h. eine magnetische oder geografische Richtungsmessung. Sie gehört zur Methodengruppe der terrestrischen Navigation und wird meist grafisch – z. B. auf der Seekarte – ausgewertet.

## Richtungs- oder Peilstandlinie
Wird ein auf der Seekarte enthaltener Zielpunkt (eine Landmarke) gepeilt – z. B. unter einem Winkel {\displaystyle P=135^{\circ }} (Südost) –, so erhält man die Richtungs- oder Peilstandlinie, indem man vom Zielpunkt eine Gerade in Gegenrichtung aufträgt, also {\displaystyle P+180^{\circ }=315^{\circ }} (Nordwest). Sind die Messung und der Kompass fehlerfrei, so muss der eigene Standort auf dieser Linie liegen. Bei einer Fehlweisung des Kompasses ist eine Korrektion (Beschickung) an den Messwert anzubringen. Die Peilung einer zweiten Landmarke (Kreuzpeilung) ergibt im Schnitt der zwei Standlinien die eigene Position.
Peilungen können sich
- auf die magnetische Nordrichtung beziehen (missweisend Nord, mwN) oder
- auf astronomisch Nord beziehen, also auf den wahren Meridian (rechtweisend Nord, rwN). Im Englischen heißt es true north (TN) und die darauf bezogene Peilung true bearing (TB). Im Gegensatz dazu wird der gefahrene bzw. geflogene Kurs true course (TC) genannt.

Die Festlegung einer Richtungs-Standlinie kann außer mit dem Kompass oder der Peilscheibe auch durch Deckpeilung erfolgen (oft bei Hafeneinfahrten) oder durch Funkpeilung eines nautischen Senders (Funkstandlinie). Die Standlinie kann dann ebenfalls auf die Karte übertragen oder direkt mit dem Sollkurs des Schiffes verglichen werden. Auf ähnliche Art ist die Ortsbestimmung von Flugzeugen möglich, was aber meist schon automatisiert ist (siehe VOR oder TACAN).

### Q-Schlüssel der Luftfahrt
Die rechtweisende Richtung vom gepeilten Punkt zum Flugzeug oder Schiff entspricht im internationalen Q-Schlüssel dem QTE. Für die Berechnung des LOP (QTE) muss das True bearing (TB, auf Deutsch rechtweisende Peilung) bekannt sein:
LOP = TB + 180° oder
LOP = TB – 180°, falls die o. g. Summe mehr als 360° beträgt.
Im Gegensatz zu dieser klassischen Peilung beziehen sich fast alle Kurse und Peilungen der Funk- und Luftnavigation auf missweisend Nord (engl. magnetic north, MN) Dementsprechend wird die Funkstandlinie – abweichend von der o. g. Definition – als QDR codiert.

## Kreisstandlinie
Die Kreisstandlinie bezeichnet in der astronomischen Navigation den geographischen Ort aller Punkte auf der Erdoberfläche, von denen aus ein Gestirn dem gleichen Höhenwinkel (Erhebungswinkel über den örtlichen Horizont) erscheint. Sie stellt damit einen Kleinkreis (Höhengleiche) dar, der nur näherungsweise kreisförmig ist, wenn man die Erdgestalt als Ellipsoid statt als perfekte Kugel annimmt.
Zur Bestimmung einer Kreisstandlinie wird der Zenitwinkel {\displaystyle z} oder entsprechend der Höhenwinkel {\displaystyle h} eines Gestirns gemessen. Die Menge aller Beobachtungspunkte {\displaystyle (\varphi ,\lambda )} erfüllt dann die Bedingung {\displaystyle h=\mathrm {const.} }, woraus sich im sphärischen Trigonometrietriangulationsverfahren eine Grenzkurve als Kreis auf der angenommenen Kugeloberfläche ergibt. In der Praxis wird zur präzisen Berechnung auf ein Referenzellipsoid zurückgegriffen; die resultierende Linie weicht dabei geringfügig von einem exakten Kreis ab und wird üblicherweise als Höhengleiche bezeichnet.
Astronomen und Navigatoren verwenden die Kreisstandlinie insbesondere bei der astro-navalischen Positionsbestimmung (Astrofix). Trifft beispielsweise das Licht eines Gestirns unter einem gemessenen Höhenwinkel auf den Beobachter, so liegt dieser irgendwo auf der entsprechenden Kreisstandlinie um das unterstellte Bild des Gestirns auf der Erdoberfläche. Die Schnittpunkte zweier oder mehrerer solcher Kreisstandlinien verschiedener Gestirne liefern durch Kreuzung die exakte geografische Position des Beobachters.
Technisch erfolgt die Messung des Höhenwinkels mit Sextanten oder theodolitischen Instrumenten, wobei zur Umrechnung in geodätische Koordinaten Hilfstabellen (Almanach-Tabellen) und Rechenverfahren (z. B. Laplace-Formeln) herangezogen werden. Da die tatsächliche Form der Erde ein Ellipsoid ist, spricht man in geodätisch hochpräzisen Anwendungen von einer elliptischen Höhengleiche, die nur näherungsweise einem Kreis entspricht.

## Andere Formen
Allgemein lässt sich eine Standlinie definieren als Gesamtheit aller Punkte („geometrischer Ort“), auf denen sich der Beobachter aufgrund seiner Messung befinden kann:
1. Bei der Peilung auf einer Geraden in entgegengesetzter Richtung (wie oben beschrieben)
2. bei Messung einer Entfernung auf einem Kreisbogen um den Zielpunkt
3. beim Höhenwinkel eines Berges, Leuchtturms etc. ebenfalls auf einem Kreis um den Zielpunkt
4. bei einer Entfernungsdifferenz auf einer hyperbelähnlichen Kurve (siehe Hyperbelnavigation)
5. bei Höhenmessung eines Gestirns auf einer großen, kreisähnlichen Astro-Standlinie
6. beim Loten der Meerestiefe entlang einer Tiefenlinie der Seekarte.

Die o. g. Fälle gelten streng nur auf ebener Erdoberfläche bzw. auf dem Meer. Bei gemessenen Schrägdistanzen wird der Kreisbogen (2 und 3) zu einem Kugelabschnitt, und bei dreidimensionalen Ortungen entstehen weitere geometrische Örter im Raum, etwa
- beim Messen des Luftdrucks die PLOP (pressure line of position)
- in der Luftfahrt eine seitliche Versetzung durch Abdrift – siehe auch Single Heading Flight
- bei Messungen zu GPS– oder anderen Satelliten ein System von Distanzkugel um die jeweiligen Erdsatelliten.

Generell reicht zur Ortsbestimmung eine Standlinie (eine einzige Messung) noch nicht, denn der Standort kann sich irgendwo auf der LOP befinden. Erst der Schnittpunkt von zwei Standlinien (bzw. von drei im dreidimensionalen Raum) ergibt den exakten Standort (engl. position or fix).
Im Sinne der Elementargeometrie sind Standlinien geometrische Örter.
Die Methode der astronomischen Standlinien wurde 1837 vom Bostoner Kapitän Thomas Sumner durch einen glücklichen Umstand entdeckt und erstmals verwendet. Nach ihm werden solche Standlinien bisweilen als Sumner line bezeichnet.